# Campanula laciniata
Campanula laciniata är en klockväxtart som beskrevs av Carl von Linné. Campanula laciniata ingår i släktet blåklockor, och familjen klockväxter. Inga underarter finns listade i Catalogue of Life.